# Re di Argo
Prima dell'istituzione di una democrazia, l'antica città-stato greca di Argo era governata dai re. Molti di loro erano probabilmente mitici o solo semi-storici. Questa lista è basata su quella fornita da Eusebio di Cesarea.
Una versione alternativa fornita da Taziano dei 17 re consecutivi di Argo comprende Api e Argio tra Argo e Triopa.

## Dinastia Inachide
Inaco, il presunto figlio di Oceano e Teti, si afferma che sia stato il fondatore di questo regno. Sposò sua sorella Melia, dalla quale ebbe due figli, Foroneo ed Egialeo: si suppone che sia anche il padre di Io, e quindi i Greci a volte vengono chiamati "Inachoi" (vedi anche Denominazioni dei Greci).
- Inaco.
- Foroneo. Figlio di Inaco.
- Api. Figlio di Foroneo.
- Argo. Figlio di Zeus e Niobe, la figlia di Foroneo.

Argo diede il nome al regno.
- Criaso o Piraso o Peranto. Figlio di Argo.
- Forbante. Figlio di Argo o Criaso.
- Triopa. Figlio di Forbante.
- Iaso. Secondo diverse fonti, era figlio di uno dei precedenti re (Foroneo, Argo o Triopa).
- Agenore.  Figlio di Triopa.
- Crotopo. Figlio di Agenore.
- Stenelo. Figlio di Crotopo.
- Pelasgo conosciuto anche come Gelanore. Diede a Danao il suo regno in risposta a un oracolo o un presagio.

## Dinastia dei Danai
- Danao. Figlio di Belo, un mitico re d'Egitto. Danao ebbe 50 figlie, le Danaidi.
- Linceo. Figlio di Egitto. Uccise Danao e sposò la figlia Ipermnestra.

## Dinastia Abantide
- Abante. Figlio di Linceo.
- Preto. Figlio di Abante.
- Acrisio. Figlio di Abante. Fratello gemello di Preto; erano rivali sin dal grembo materno. Acrisio sconfigge ed esilia Preto e in seguito condivide il regno con lui, cedendogli Tirinto e l'Argolide orientale.
- Perseo. Figlio di Zeus e Danae (figlia di Acrisio). Perseo non regnò mai ad Argo, scambiò il regno di Argo per quello di Tirinto (che era stato governato dai Megapente) e si stabilì nella città e nel regno di Micene.
- Megapente. Figlio di Preto.
- Argeo. Figlio di Megapente.

### Lignaggio di Anassagora
- Anassagora. Figlio di Megapente. Il regno di Argo era diviso in tre parti. Un terzo fu dato a Melampo e un altro a Biante (fratello di Melampo), come ricompensa per aver curato le figlie di Preto, mentre Anassagora e il suo lignaggio continuarono a governare la regione centrale.
- Alettore. Figlio di Anassagora.
- Ifi. Figlio di Alettore.
- Stenelo. Recuperò la parte del regno donata a Melampo alla morte di Anfiloco.
- Cilarabe. Figlio di Stenelo. Riacquistò la parte del regno data a Biante alla morte di Cianippo.

### Lignaggio di Melampo
- Melampo.
- Antifate.
- Oicle.
- Anfiarao.
- Anfiloco.  Figlio di Alcmeone e nipote di Anfiarao; lasciò in eredità la sua porzione del regno di Argo a Stenelo.

### Lignaggio di Biante
- Biante.
- Talao. Figlio di Biante. Uno degli Argonauti.
- Adrasto. Figlio di Talao. Il nome viene tradotto tradizionalmente come il "non partecipante" o "non cooperativo". Regnò durante la guerra dei Sette contro Tebe.
- Diomede. Figlio di Tideo e di Deipile, figlia di Adrasto. Fu uno dei principali eroi achei della guerra degli Epigoni e della Guerra di Troia.
- Cianippo. Figlio di Egialeo e nipote di Adrasto. Alla sua morte, Cilarabe assunse il controllo del suo regno, riunendo così l'Argolide.

## Dinastia dei Pelopidi
- Oreste. Re di Micene e figlio di Agamennone. Oreste ottenne il trono di Argo e Sparta alla morte di Cilarabe.
- Tisameno. Figlio di Oreste fu l'ultimo re di Argo, Micene e Sparta prima che il regno venisse conquistato dagli Eraclidi.

## Dinastia degli Eraclidi
- Temeno.  Figlio di Aristomaco. Antenato della dinastia reale macedone, i Temenidi.
- Deifonte. Genero di Temeno.
- Ciso. Figlio di Temeno[1].
- Medone. Figlio di Ciso[1].
- Marone. Figlio di Ciso.
- Testro. Figlio di Marone.
- Acoo o Merope. Figlio di Testro.
- Aristodamide. Figlio di Acoo o Merope.
- Erato.
- Fidone di Argo. Figlio di Aristodamide.
- Damocratide.
- sconosciuto
- Lacidamo. Figlio di Fidone.
- Melta. Figlio di Lacidamo[1].

Dopo la morte di Temeno, la prerogativa reale cominciò a diminuire. A Ciso succedette a Lacidamo, che aveva poco altro che il titolo di re. Suo figlio Meltas, impaziente di tale limitazione, si sforzò, quando fu troppo tardi, di riportarlo alla sua antica dignità; ma a quel tempo il popolo era così potente che, non appena scoprirono il suo piano, posero fine al potere reale e convertirono il governo in una democrazia e condannarono a morte Meltas.
Dopo Meltas, la regalità sopravvisse in tempi storici, ma raramente aveva un potere politico, ad eccezione del re tiranno Fidone.

## Dinastia non Eraclide
- Aigon.